# Janet Jackson
Janet Damita Jo Jackson (sinh ngày 16 tháng 5 năm 1966) là một nữ ca sĩ, người viết lời bài hát, vũ công và diễn viên người Mỹ. Được biết đến với một loạt các tác phẩm âm nhạc mang tính sáng tạo, ý thức xã hội và gợi dục, cũng như những đóng góp cho nghệ thuật biểu diễn, truyền hình và điện ảnh, bà được xem là một biểu tượng nhạc pop nổi bật trong hơn 30 năm qua. Là con gái út của gia đình Jackson, bà bắt đầu sự nghiệp với bộ phim truyền hình The Jacksons năm 1976 và xuất hiện trong nhiều chương trình khác xuyên suốt thập niên 1970 và đầu thập niên 1980, bao gồm Good Times và Fame.
Sau khi ký hợp đồng thu âm với hãng đĩa A&M, bà trở thành biểu tượng văn hoá phổ biến khi phát hành album phòng thu thứ ba Control (1986). Sự hợp tác giữa bà và bộ đôi nhà sản xuất thu âm Jimmy Jam & Terry Lewis đã kết hợp nhiều yếu tố khác nhau từ các thể loại rhythm and blues, funk, disco, rap và nhạc công nghiệp, dẫn đến thành công đột phá của Jackson trong nền âm nhạc đại chúng. Bên cạnh đó, với sự đổi mới không ngừng nghỉ trong những bản thu âm, vũ đạo, video ca nhạc, và sự nổi tiếng trên sóng radio và MTV, Bà được xem là hình mẫu lý tưởng bởi nội dung lời ca mang đậm chất ý thức xã hội của mình.
Năm 1991, bà ký kết hợp đồng đầu tiên trong số hai bản hợp đồng thu âm kỷ lục hàng triệu đô-la với hãng đĩa Virgin Records, giúp bà trở thành một trong những nghệ sĩ có thu nhập cao nhất trong ngành công nghiệp âm nhạc. Album đầu tiên của bà với hãng, janet. (1993), đánh dấu sự thay đổi hình ảnh như là một biểu tượng gợi cảm khi đề cập đến tình dục trong các tác phẩm âm nhạc. Cùng năm đó, bà lần đầu tiên thủ vai chính trong Poetic Justice; kể từ đó bà tiếp tục xuất hiện trong nhiều bộ phim điện ảnh. Đến cuối những năm 1990, bà được mệnh danh là nghệ sĩ thu âm thành công thứ hai của thập kỷ. Việc phát hành album phòng thu thứ bảy All for You (2001) giúp Jackson khẳng định vị thế đỉnh cao trong ngành công nghiệp âm nhạc với buổi lễ tôn vinh MTV Icon cho những thành tựu của bà. Sau khi chia tay với Virgin, bà phát hành album phòng thu duy nhất với Island Records, Discipline (2008), trước khi hợp tác với Rights Management BMG để thành lập hãng thu âm riêng của mình, Rhythm Nation và phát hành album đầu tiên sau 7 năm Unbreakable (2015).
Với hơn 100 triệu đĩa nhạc được tiêu thụ, Jackson là một trong những nghệ sĩ bán đĩa chạy nhất lịch sử âm nhạc đương đại. Bà tích lũy được một loạt các bài hát trứ danh, như "Nasty", "Rhythm Nation", "That's the Way Love Goes", "Together Again" và "All for You"; bà còn giữ kỷ lục là nghệ sĩ nữ có nhiều đĩa đơn liên tiếp lọt vào top 10 bảng xếp hạng Billboard Hot 100 nhất, với 19 bài. Trong năm 2016, tạp chí Billboard xếp bà ở vị trí thứ 7 trong "Top Nghệ sĩ của Hot 100 mọi thời đại", trong khi vào năm 2010, Jackson xếp hạng 5 trong "Top 50 Nghệ sĩ R&B/Hip-Hop trong 25 năm qua". Là một trong số những nghệ sĩ nhận nhiều giải thưởng nhất thế giới, những tác phẩm và thành tựu của bà đã tạo nên ảnh hưởng trong việc định hình và xác định lại phạm vi nền âm nhạc đại chúng. Jackson cũng được trích dẫn là nguồn cảm hứng lớn cho nhiều nghệ sĩ khác.

## Cuộc đời và sự nghiệp

### 1966-1985: Thời thơ ấu và khởi nghiệp

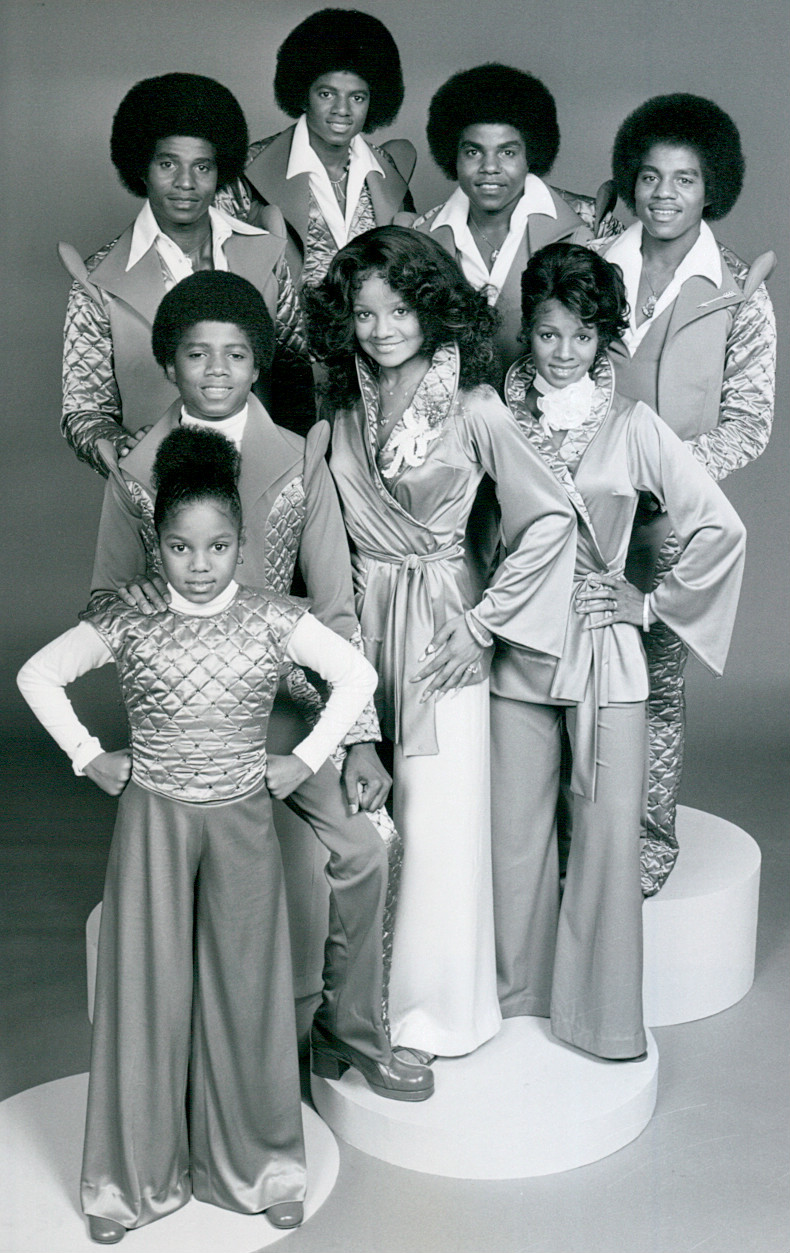
Jackson (hàng cuối cùng) năm 1977 trên chương trình The Jacksons của đài CBS.

Janet Jackson sinh ra tại Gary, Indiana, là con út trong gia đình 10 người con của ông Joseph Walter "Joe" Jackson và bà Katherine Esther Scruse (nhũ danh Scurse). Gia đình nhà Jackson thuộc tầng lớp hạ lưu và tôn sùng giáo phái Nhân chứng Jehovah, nhưng sau đó Jackson không còn tham gia tổ chức tôn giáo này nữa. Lúc còn nhỏ, những người anh trai của Janet biểu diễn trong nhóm The Jackson 5 tại khu vực Chicago-Gary. Tháng 3 năm 1969, nhóm ký hợp đồng với hãng đĩa Motown và có được những thành công đầu tiên. Gia đình họ sau đó chuyển tới khu Encino, Los Angeles. Jackson ước mơ trở thành một vận động viên đua ngựa hoặc một luật sư ngành giải trí, dự định tự trang trải cho bản thân bằng nghiệp diễn xuất. Dù vậy, sau khi bước chân vào phòng thu, bà lại muốn theo đuổi sự nghiệp trong ngành giải trí. Năm lên 7, Jackson trình diễn tại Dải Las Vegas, Sòng bạc MGM. Cha của Jackson, Joseph Jackson, ra lệnh cho bà phải gọi ông bằng tên thật thay vì "cha". Bà bắt đầu diễn xuất trong chương trình tạp kỹ The Jacksons năm 1976. Năm 1977, bà được chọn để đóng vai Penny Gordon Woods trong loạt phim hài tình huống Good Times. Bà sau đó xuất hiện trong A New Kid of Family và nhận vai Charlene Duprey trong 3 mùa Diff'rent Strokes. Jackson cũng thủ vai Cleo Hewitt trong mùa thứ tư của Fame, mặc dù sau này bày tỏ sự thờ ơ trước chương trình này.
Năm 16 tuổi, Joseph Jackson dàn xếp một bản hợp đồng giữa bà và A&M Records. Album đầu tay Janet Jackson ra mắt năm 1982, do Angela Winbush, René Moore, Bobby Watson của nhóm Rufus và Leon F. Sylvers III sản xuất, với sự giám sát của Joseph Jackson. Album không được quảng bá rộng rãi, đạt vị trí thứ 63 tại Billboard 200 và hạng 6 trên bảng xếp hạng R&B Albums Chart. Album phòng thu thứ hai của Jackson, Dream Street xuất bản hai năm sau đó. Dream Street chỉ vươn tới vị trí thứ 147 trên Billboard 200 và hạng 19 trên R&B Albums Chart. Đĩa đơn đầu tiên, "Don't Stand Another Chance" leo lên hạng 9 Billboard's R&B Singles Chart. Cả hai album này chủ yếu mang dòng nhạc bubblegum pop. Jackson bí mật kết hôn với ca sĩ James DeBarge năm 1984 và ly dị sau đó không lâu, với lễ cưới bị hủy bỏ vào năm sau đó.

### 1986–88:Control
Sau khi phát hành album thứ hai, Janet quyết định chấm dứt hợp tác với gia đình, phát biểu rằng "Tôi chỉ muốn ra khỏi nhà, thoát khỏi sự kiểm soát của cha, đó là một trong những điều khó khăn nhất tôi phải làm." Để chuẩn bị album phòng thu thứ ba, Jackson gặp gỡ hai nhà sản xuất Jimmy Jam và Terry Lewis. Họ mong muốn kết quả là sự hòa quyện với dòng nhạc pop mà vẫn giữ nền tảng chính ở thị trường nhạc urban. Chỉ trong sáu tuần, họ hoàn thành Control và phát hành vào tháng 2 năm 1986. Album này đạt hạng nhất Billboard 200, 5 lần được Hiệp hội Công nghiệp Ghi âm Hoa Kỳ (RIAA) chứng nhận Bạch kim và tiêu thụ hơn 14 triệu bản trên toàn thế giới.
Control tuyên bố "sự tinh vi và chững chạc" ở Jackson, được xem là "cú xoay chuyển so với làn sóng nhạc ballad tình cảm" đang chiếm ưu thế trên các trạm phát thanh lúc bấy giờ. Bà được so sánh với vị thế của Donna Summer, như những người "không muốn chấp nhận tình trạng mới mẻ mà tự mình tạo nên sự khác biệt." Năm đĩa đơn trích từ album, "What Have You Done for Me Lately", "Nasty", "When I Think of You", "Control" và "Let's Wait Awhile" đều lọt vào top 5 bảng xếp hạng Billboard Hot 100. Đĩa đơn thứ sáu mang tên "The Pleasure Principle" cũng lọt vào top 20. Trong đó, "When I Think of You" là đĩa đơn đầu tiên của Janet quán quân bảng xếp hạng này. Control mang về cho Janet 4 giải thưởng Billboard, bao gồm hạng mục "Nghệ sĩ đĩa đơn pop hàng đầu" và 3 đề cử giải Grammy, trong đó có "Album của năm". Album còn thắng 4 giải thưởng Âm nhạc Mỹ trên 12 đề cử, một kỷ lục chưa ai phá vỡ. Đến lúc này, Jackson đã thành công trong việc "rũ bỏ cái bóng của một đứa trẻ nhà Jackson" và trở thành "một nghệ sĩ đúng nghĩa".
Ca từ của album đề cập đến sự trao quyền, lấy cảm hứng từ một sự cố quấy rối tình dục mà Jackson trải qua. Bà nhớ lại rằng "sự nguy hiểm tìm đến khi vài gã trai lén theo tôi trên đường ... Thay vì chạy đi tìm Jimmy hay Terry, tôi đã tự bảo vệ mình. Tôi hạ gục họ. Đó là cách mà những bài hát như 'Nasty' và 'What Have You Done for Me Lately' ra đời, lấy từ quyền tự vệ của bản thân." Sự kết hợp sáng tạo giữa dance-pop và nhạc công nghiệp đã gây ảnh hưởng tới sự hình thành thể loại nhạc new jack swing, thông qua sự hòa trộn của các yếu tố hip-hop và R&B. Video âm nhạc cho các đĩa đơn này trở nên thịnh hành trên hệ thống MTV, giúp Paula Abdul nhận được một hợp đồng thu âm nhờ sự cộng tác về vũ đạo với Jackson. Billboard khẳng định "âm nhạc dễ tiếp cận và các video dàn dựng công phu [của Jackson] là một cơ hội hấp dẫn đối với MTV, giúp kênh truyền hình này phát triển từ chương trình rock sang dòng nhạc đa dạng rộng rãi hơn."

### 1989–92:Janet Jackson's Rhythm Nation 1814
Jackson phát hành album thứ tư, Rhythm Nation 1814, vào tháng 9 năm 1989. Mặc dù hãng thu âm mong muốn một album tương tự như Control, Jackson lại quyết định đưa nội dung về ý thức xã hội cùng nhiều thể loại âm nhạc khác nhau trong tác phẩm này. Bà khẳng định, "Tôi biết một album hay ca khúc đơn thuần không thể làm thay đổi thế giới. Tôi chỉ muốn âm nhạc và vũ đạo của mình được khán giả quan tâm, cố giữ chúng đủ lâu để họ có cơ hội lắng nghe đến lời nhạc." Chủ đề chính của album là sự thống nhất và đoàn kết, được triển khai sau khi giới truyền thông phơi bày hàng loạt tội ác và nỗi bi kịch trong xã hội lúc bấy giờ.
Đạt vị trí quán quân trên Billboard 200, album này được chứng nhận 6 lần đĩa Bạch kim bởi RIAA và tiêu thụ hơn 20 triệu bản trên toàn thế giới. Rolling Stone chú ý sự trưởng thành về nghệ thuật của Jackson xoay chuyển từ "sự tự do bản thân sang những vấn đề rộng rãi hơn—sự bất công, tình trạng mù chữ, tội phạm, ma tuý—mà không bỏ sót chi tiết nào." Album được xem là "bước ngoặt trong sự nghiệp của bà", bao gồm một "tập hợp đa dạng các bài hát cùng tài năng thiên bẩm của Jackson", giúp mở rộng "phạm vi của Jackson theo mọi hướng có thể", khiến hình tượng của bà "vô cùng nữ tính, mà cũng nam tính một cách tàn bạo, mang dáng vẻ chững chạc, mà cũng rất ngây thơ." Rhythm Nation 1814 lập kỷ lục khi có tới 7 đĩa đơn quán quân tại Hoa Kỳ trong ba năm dương lịch liên tiếp, bao gồm "Miss You Much", "Rhythm Nation", "Escapade", "Alright", "Come Back to Me", "Black Cat" và "Love Will Never Do (Without You)". Nổi tiếng nhờ vũ đạo và bối cảnh, video âm nhạc "Rhythm Nation" được xem là một trong những video phổ biến nhất lịch sử, với hình tượng quân lính của Jackson góp phần biến bà trở thành một biểu tượng thời trang. Video "Love Will Never Do (Without You)" cho thấy Jackson lần đầu tiên chuyển sang hình tượng gợi cảm và phong cách hở bụng thường thấy của bà sau này. Rhythm Nation 1814 trở thành album bán chạy nhất năm 1990, chiến thắng 15 giải thưởng Billboard. Video "Rhythm Nation" thắng giải Grammy ở hạng mục "Video âm nhạc dài xuất sắc nhất" năm 1989.
Rhythm Nation World Tour 1990 của Jackson trở thành chuyến lưu diễn mở màn của một nghệ sĩ thành công nhất và lập kỷ lục bán cháy vé nhanh nhất tại Tokyo Dome, Nhật Bản. Bà thành lập "Học bổng Rhythm Nation", gây quỹ từ chuyến lưu diễn tới nhiều chương trình giáo dục. Khi Jackson bắt đầu lưu diễn, bà nhận ra nhiều ảnh hưởng văn hóa bắt nguồn từ âm nhạc của mình. Joel Selvin của San Francisco Chronicle viết rằng "ca sĩ 23 tuổi này đã phát hành nhiều đĩa nhạc thành công trong 4 năm, trở nên gắn bó trên MTV và là hình mẫu chính cho nhiều thiếu nữ khắp lãnh thổ" và William Allen, phó Chủ tịch của United Negro College Fund lúc đó, nhắc đến Jackson trên Los Angeles Times như là một "hình mẫu cho tất cả thanh niên và thông điệp mà bà truyền đạt tới thiếu niên khắp đất nước này thông qua lời ca của 'Rhythm Nation 1814' đang có những dấu hiệu tích cực." Cô còn nhận một ngôi sao trên Đại lộ Danh vọng Hollywood cho những nỗ lực từ thiện và ảnh hưởng tới ngành công nghiệp thu âm. Thành công vượt bậc của Jackson giúp cô đứng ngang hàng với Michael Jackson, Madonna và Tina Turner. Tạp chí Ebony ghi nhận: "Chưa một cá nhân hay tập thể nào gây ảnh hưởng tới thế giới giải trí như Michael và Janet Jackson," cho rằng dù có nhiều thế hệ tiếp sau, chỉ có vài người có thể vượt qua "phong cách và sự khéo léo đáng kinh ngạc" của Jackson. Sau khi hoàn tất hợp đồng với hãng A&M Records năm 1991, bà ký kết một hợp đồng trị giá từ 32 tới 50 triệu đô-la Mỹ với Virgin Records, giúp bà trở thành nghệ sĩ thu âm được trả thù lao cao nhất thời điểm trên, với danh tiếng của một "Nữ hoàng nhạc Pop." Năm 1992, Jackson góp giọng trong ca khúc "The Best Things in Life Are Free" của Luther Vandross, lọt vào top 10 Billboard và nhiều quốc gia trên thế giới.

### 1993–96:janet.,Poetic JusticevàDesign of a Decade
Album phòng thu thứ năm của Jackson, janet. (1993) mở màn ở vị trí quán quân trên Billboard 200, giúp bà là nữ nghệ sĩ đầu tiên lập thành tích này trong kỷ nguyên Nielsen SoundScan. Album có 6 lần chứng nhận Bạch kim bởi RIAA và tiêu thụ hơn 20 triệu bản trên toàn cầu. Đĩa đơn đầu tiên, "That's the Way Love Goes" thắng giải Grammy cho "Bài hát R&B xuất sắc nhất" và đứng đầu Hot 100 trong 8 tuần liên tiếp.:118 "Again" tiếp tục dẫn đầu trong 3 tuần, trong khi "If" và "Any Time, Any Place" leo lên top 4. "Because of Love" và "You Want This" xuất hiện trong top 10.
Album này thể nghiệm nhiều thể loại đa dạng, bao gồm R&B đương đại, deep house, swing jazz, hip hop, rock và pop, "được mang tới bằng kỹ năng và đam mê tột bậc", theo lời miêu tả của Billboard. Jackson đảm nhận vai trò sáng tác và sản xuất nhiều hơn những album trước, giải thích rằng bà cảm thấy cần thiết phải "viết tất cả lời nhạc và phân nửa giai điệu", cũng như phát biểu thẳng thắn về tính gợi dục trong album. Rolling Stone viết, "là một công chúa trong gia đình da màu hoàng gia của nước Mỹ, mọi thứ Janet Jackson thực hiện đều quan trọng. Lúc khẳng định chịu trách nhiệm về cuộc sống, như trong Control (1986), hay chỉ huy một đoàn lính nhảy múa để chống trả nhiều vấn đề của xã hội (Rhythm Nation 1814, 1989), bà vẫn gây ảnh hưởng. Và khi thông báo về sự trưởng thành trong phong cách gợi dục, như trong album mới janet., đó chính xác là một khoảnh khắc văn hóa."

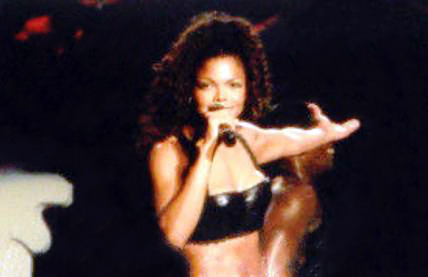
Jackson trình diễn trong Janet World Tour, kéo dài từ năm 1993–95

Tháng 7 năm 1993, Jackson nhận vai diễn điện ảnh đầu tiên trong Poetic Justice. Dù giới phê bình chỉ trích bộ phim, diễn xuất của bà được mô tả là "lý thú" và "kỳ quặc một cách không tưởng"." Bản ballad "Again" sáng tác riêng cho bộ phim nhận đề cử giải Quả cầu vàng và giải Oscar cho "Ca khúc trong phim hay nhất." Tháng 9 năm 1993, Jackson xuất hiện bán khỏa thân trên bìa tạp chí Rolling Stone, với phần ngực được bàn tay của người chồng lúc bấy giờ, René Elizondo, Jr. che lại. Bức ảnh là phiên bản gốc từ ảnh bìa của janet., do Patrick Demarchelier chụp lại. The Vancouver Sun ghi nhận đây là "một trong những ảnh bìa tạp chí bị đả kích và dễ nhận biết nhất." Để quảng bá cho album, The Janet World Tour được công bố, nhận nhiều lời chỉ trích về giọng hát nhưng được khen ngợi về khả năng trình diễn của bà. San Francisco Chronicle gọi chương trình xóa bỏ đi ranh giới giữa "đêm nhạc pop trên khán đài lớn và sân khấu trình diễn hoành tráng."
Trong thời gian này, anh trai Michael của bà bị cáo buộc lạm dụng tình dục trẻ em; ông phủ nhận bất kỳ hành vi sai trái nào. Bà ủng hộ tinh thần cho Michael, bênh vực anh trai mình, bác bỏ những cáo buộc lạm dụng liên quan đến chị gái La Toya và cha mẹ họ. Bà hợp tác với Michael Jackson trong "Scream", đĩa đơn đầu tiên trích từ album HIStory, ra mắt năm 1995. Bài hát do cả hai anh em sáng tác như một lời đáp trả trước sự săm soi của dư luận. Đĩa đơn đạt hạng 5 Hot 100 trong tuần lên kệ, trở thành bài hát đầu tiên mở màn trong top 5. "Scream" xuất hiện trong quyển Sách kỷ lục Guinness cho hạng mục "Video âm nhạc đắt đỏ nhất", với kinh phí 7 triệu đô-la Mỹ. Video thắng giải Grammy cho "Video âm nhạc ngắn xuất sắc nhất".
Album tuyển tập đầu tiên của Jackson, Design of a Decade: 1986–1996 ra mắt năm 1995. Album đạt hạng 3 trên Billboard 200. Đĩa đơn đầu tiên, "Runaway" trở thành bài hát đầu tiên của một nữ nghệ sĩ có mở đầu trong top 10 Hot 100, tại vị trí thứ 3. Design of a Decade 1986/1996 được RIAA chứng nhận hai lần Bạch kim và bán ra hơn 10 triệu bản trên thế giới. The Boston Globe so sánh "sức mạnh ưu tú của nữ giới trong nhạc pop" của Jackson với Bonnie Raitt, Madonna và Yoko Ono, gọi sức ảnh hưởng của họ là "không thể đo lường". Jackson tái ký hợp đồng với Virgin Records với số tiền 80 triệu đô-la Mỹ trong năm kế tiếp. Bản hợp đồng giúp cô là nghệ sĩ thu âm được trả thù lao cao nhất lịch sử lúc bấy giờ, đánh bại kỷ lục của Michael Jackson và Madonna.

### 1997–99:The Velvet Rope
Jackson bắt đầu trải qua chứng bệnh trầm cảm và lo âu nghiêm trọng, là cảm hứng cho album phòng thu thứ sáu của bà, The Velvet Rope phát hành vào tháng 10 năm 1997. Jackson trở lại với sự thay đổi lớn về hình ảnh, phô trương mái tóc đỏ rực, khuyên mũi và hình xăm. Chủ đề chính của album tập trung vào nhu cầu gắn bó trong mỗi con người. Ngoài lời ca đề cập tới những vấn đề xã hội như tình yêu đồng giới, ghê sợ đồng tính luyến ái và bạo lực gia đình, các bài hát còn chứa nội dung về bạo dâm và được xem là tác phẩm mang tính gợi dục hơn janet. The New York Times gọi đây là "album táo bạo, trau chuốt và hoàn thiện nhất" trong sự nghiệp của bà, còn Billboard đánh giá đây là "album Mỹ hay nhất năm và tác phẩm hùng mạnh nhất" của nữ ca sĩ. Album mở đầu tại ngôi quán quân Billboard 200, 3 lần chứng nhận Bạch kim tại Hoa Kỳ với doanh số bán hàng trên toàn thế giới hơn 10 triệu bản.
Đĩa đơn mở đường "Got 'til It's Gone" lên kệ vào tháng 8 năm 1997, có sự góp giọng của ca sĩ Joni Mitchell và rapper Q-Tip. Video âm nhạc của bài hát, nơi Jackson hóa thân thành một ca sĩ phòng trà trong thời kỳ phân biệt chủng tộc ở Nam Phi, giành chiến thắng giải Grammy cho "Video âm nhạc ngắn xuất sắc nhất". "Together Again" trở thành bài hát quán quân thứ 8 của Jackson trên Billboard Hot 100, đứng ngang hàng với Elton John, Diana Ross và The Rolling Stones. Bài hát trụ hạng trong 46 tuần tại Hot 100 và 19 tuần tại bảng xếp hạng đĩa đơn Vương quốc Liên hiệp Anh, một con số kỷ lục. Bài hát tiêu thụ 6 triệu bản trên toàn cầu và là một trong những đĩa đơn bán chạy nhất mọi thời đại. "I Get Lonely" đạt hạng 3 tại Hoa Kỳ và nhận một đề cử giải Grammy cho "Trình diễn giọng nữ R&B xuất sắc nhất". Đây là đĩa đơn top 10 thứ 18 liên tiếp của Jackson, giúp bà là nữ nghệ sĩ duy nhất đạt thành tích này. Bà còn phát hành một vài đĩa đơn khác, bao gồm "Go Deep" và bản ballad "Every Time", đi kèm là những video âm nhạc chứa cảnh khỏa thân gây tranh cãi.
Album này lột tả hình ảnh Jackson như là biểu tượng của cộng đồng người đồng tính. "Together Again" là một bài hát pop, với ca từ kể về một người bạn đã mất vì căn bệnh AIDS; "Free Xone" được xem là "bản khải hoàn ca của người đồng tính" và là một "bài hát chống lại sự ghê sợ đồng tính luyến ái"; và lời ca liên quan đến tình dục đồng giới nữ trong bản hát lại "Tonight's the Night" của Rod Stewart. The Velvet Rope nhận giải "Album nhạc nổi bật" tại Giải thưởng GLAAD Media. Một phần từ lợi nhuận của ca khúc "Together Again" được quyên góp cho Quỹ nghiên cứu AIDS Hoa Kỳ.
Jackson công bố về The Velvet Rope World Tour đến châu Âu, Bắc Mỹ, châu Á, châu Phi, New Zealand và châu Đại Dương. Các nhà phê bình khen ngợi dàn dựng, vũ đạo và chất giọng của Jackson. Đêm diễn được so sánh với "sự tham vọng và hoành tráng của một vở kịch Broadway". Chương trình đặc biệt của chuyến lưu diễn trên HBO, The Velvet Rope: Live in Madison Square Garden thu hút hơn 15 triệu người xem, vượt tỉ lệ người xem trên 4 mạng lưới lớn cũng như lượng người xem đăng ký. Chương trình thắng một giải Emmy trên tổng cộng 4 đề cử. Jackson quyên góp một phần lợi nhuận của chuyến lưu diễn tới America's Promise, một tổ chức do Colin Powell thành lập để hỗ trợ thanh thiếu niên bị tước quyền công dân.
Sau chuyến lưu diễn, Jackson góp giọng trong nhiều sản phẩm hợp tác, bao gồm "Luv Me, Luv Me" của Shaggy trong bộ phim How Stella Got Her Groove Back, "Girlfriend/Boyfriend" cùng Blackstreet và "What's It Gonna Be?!" với Busta Rhymes. "What's It Gonna Be?!" dẫn đầu Billboard Hip-Hop Singles và đạt hạng 3 trên Hot 100, với video âm nhạc nằm trong danh sách tốn kém nhất mọi thời đại. Jackson còn đóng góp bản ballad "God's Stepchild" trong nhạc phim Down in the Delta (1998). Jackson thu âm bản song ca "I Know the Truth" với Elton John trong nhạc phim Elton John and Tim Rice's Aida (1999). Tại giải thưởng Âm nhạc Thế giới 1999, Jackson nhận "Giải thưởng huyền thoại" cho "đóng góp nổi bật đến ngành công nghiệp pop". Billboard xếp Jackson là nghệ sĩ thành công thứ hai của thập niên, chỉ đứng sau Mariah Carey.

### 2000–03:Nutty Professor II: The KlumpsvàAll for You
Tháng 7 năm 2000, Jackson vào vai Tiến sĩ Denise Gaines trong bộ phim Nutty Professor II: The Klumps, bên cạnh Eddie Murphy. Đạo diễn Peter Segal khẳng định "Janet Jackson là sự lựa chọn phù hợp và hiển nhiên nhất." Đây là bộ phim thứ hai của bà dẫn đầu tại các phòng vé, mang về ước tính 170 triệu đô-la Mỹ toàn cầu. Bài hát "Doesn't Really Matter" sử dụng trong nhạc phim trở thành đĩa đơn thứ chín của Jackson đạt ngôi quán quân tại Hot 100, giữ vững vị trí này trong 3 tuần lễ. Cùng năm đó, người chồng Rene Elizondo Jr. đệ đơn ly dị với Jackson, công bố cuộc hôn nhân của họ trước công chúng. Theo ghi nhận của Entertainment Weekly, 8 trong 13 năm mà cả hai kết hôn là "một sự thật mà họ cố giấu diếm không chỉ với truyền thông quốc tế, mà còn ở cha ruột của chính Jackson". Elizondo còn đâm đơn kiện bà, với số tiền ước tính khoảng 10–25 triệu đô-la Mỹ—vụ việc không đạt đến thỏa thuận trong suốt 3 năm.
Tháng 3 năm 2001, MTV vinh danh Jackson với buổi lễ "MTV Icon", công nhận "những đóng góp đáng kể đến âm nhạc, video âm nhạc và văn hóa đại chúng, cũng như ảnh hưởng tới thế hệ MTV" của Jackson. Đêm nhạc tri ân có sự góp mặt của Britney Spears, Jennifer Lopez, Aaliyah và Jessica Simpson, cùng màn trình diễn của 'N Sync, Pink, Destiny's Child, Usher, Buckcherry và Outkast. Giải thưởng Âm nhạc Mỹ cũng trao tặng Jackson "Giải thưởng danh dự" cho "những album chứng nhận đa Bạch kim dàn dựng công phu, được khen ngợi và mang ý nghĩa xã hội." Album thứ bảy của bà, All for You ra mắt hồi tháng 4 năm 2001. Album mở đầu tại vị trí quán quân Billboard 200 với 605.000 bản, doanh số tuần đầu cao nhất trong sự nghiệp của cô, là trong những con số mở đầu lớn nhất của một nữ ca sĩ trong lịch sử. Album đánh dấu sự trở lại với phong cách nhạc dance sôi động, nhận nhiều phản hồi tích cực. All for You được chứng nhận đĩa Bạch kim bởi RIAA và bán 9 triệu bản trên toàn cầu.
Đĩa đơn đầu tiên, "All for You" mở đầu tại Hot 100 ở vị trí thứ 14, một kỷ lục đối với các đĩa đơn chưa phát hành thương mại. MTV phong tặng Jackson danh hiệu "Nữ hoàng Radio" khi bài hát này làm nên lịch sử phát thanh, trở thành đĩa đơn đầu tiên "được thêm vào danh sách phát thanh nhạc pop, rhythmic và urban" trong tuần đầu tiên phát hành. Bài hát phá vỡ kỷ lục mở màn trên sóng phát thanh với 70 triệu khán giả, đạt hạng 9 trên Radio Songs. "All for You" dẫn đầu Hot 100 trong 7 tuần, lọt vào top 10 tại 11 quốc gia, và thắng giải Grammy cho "Thu âm nhạc dance xuất sắc nhất". "Someone to Call My Lover" đạt hạng 3 trên Hot 100. Sử dụng đoạn nhạc mẫu từ "You're So Vain" (1972) của Carly Simon, bài hát "Son of a Gun (I Betcha Think This Song Is About You)" có sự góp mặt của chính Simon và Missy Elliott trong đĩa đơn phối lại.
Tháng 7 năm 2001, Jackson công bố All for You Tour, được trình chiếu trên chương trình kênh HBO, thu hút 12 triệu người xem. Chuyến lưu diễn đi khắp Hoa Kỳ và Nhật Bản, dù chặng khu vực châu Âu và châu Á buộc phải hủy sau cuộc khủng bố ngày 11 tháng 9. Tờ Los Angeles Times khen ngợi màn trình diễn của Jackson. Richard Harrington của Washington Post gọi buổi diễn của bà vượt qua những đồng nghiệp đương thời nhưng Bob Massy từ Spin phê bình "những động tác yếu ớt" của vũ đoàn và nhóm bè "tông quá cao", dù khẳng định "Janet biến bản thân thành một nhà giải trí đích thực." Jackson quyên góp một phần lợi nhuận của chương trình tới Boys & Girls Clubs of America.
Năm kế đến, Jackson bắt đầu được dư luận chú ý bởi những mối quan hệ với Justin Timberlake, diễn viên Matthew McConaughey và nhà sản xuất thu âm Jermaine Dupri. Trong album phòng thu đầu tay của Timberlake, Justified (2002) Jackson góp giọng trong bài hát "(And She Said) Take Me Now" theo yêu cầu của Timberlake. Jackson hợp tác với nghệ sĩ nhạc reggae Beenie Man trong ca khúc "Feel It Boy", do The Neptunes sản xuất.

### 2004–05: Tranh cãi Super Bowl XXXVIII vàDamita Jo
Giải Bóng bầu dục quốc gia và MTV chọn Jackson để trình diễn tại chương trình giữa giờ Super Bowl XXXVIII, vào tháng 2 năm 2004. Bà trình diễn liên khúc "All for You", "Rhythm Nation" và trích đoạn "The Knowledge", trước khi đến bài hát "Rock Your Body" cùng khách mời Justin Timberlake. Khi Timberlake hát câu "I'm gonna have you naked by the end of this song", anh xé rách trang phục của Jackson, để lộ bên ngực phải trước 140 triệu khán giả. Jackson đưa ra lời xin lỗi sau màn trình diễn này, khẳng định đây chỉ là một sự cố bất ngờ, vì theo kịch bản Timberlake chỉ giật chiếc áo yếm và giữ nguyên phần áo ngực đỏ bên trong. Bà viết rằng "Tôi thật sự xin lỗi nếu đã xúc phạm tới bất kỳ ai. Đây hoàn toàn không phải ý định của tôi ... MTV, CBS, the NFL đều không hay biết điều này và thật đáng tiếc, mọi chuyện đã diễn ra theo cách này." Timberlake cũng đưa ra lời xin lỗi, gọi đó là một "sự cố trang phục." Đây là khoảnh khắc được thu và chơi lại nhiều nhất lịch sử TiVo, thu hút ước tính 35.000 lượt đăng ký. Được xem là một trong những sự kiện truyền hình gây tranh cãi nhất, Sách kỷ lục Guinness sau này liệt Jackson cho danh hiệu "Tìm kiếm nhiều nhất trong lịch sử Internet" và "Sự kiện thời sự tìm kiếm nhiều nhất". CBS, NFL và MTV (kênh chị em với CBS, nơi sản xuất chương trình giữa giờ), bác bỏ mọi liên quan và trách nhiệm đến vụ việc này. Ủy ban Truyền thông Liên bang phạt nặng toàn bộ công ty liên quan và tiếp tục điều tra trong 8 năm, sau cùng đưa ra án phạt 550.000 đô-la Mỹ tới đài CBS.
Sau sự cố, CBS chỉ định Timberlake xuất hiện tại giải Grammy lần thứ 46, nhưng không cho phép Jackson tới dự và buộc bà phải hủy kế hoạch giới thiệu tại lễ trao giải. Tranh cãi còn hoãn kế hoạch diễn xuất của bà trong phim tiểu sử về ca sĩ và nhà hoạt động Lena Horne, do American Broadcasting Company sản xuất. Dù Horne được cho là không hài lòng với sự cố Super Bowl, đại diện của Jackson phát biểu chính bà là người tự nguyện rời bỏ dự án này. Một bức tượng chuột Mickey mặc trang phục "Rhythm Nation" nổi tiếng của Jackson đặt tại công viên Walt Disney World bị gỡ bỏ sau màn trình diễn gây tranh cãi. Bức tượng này xây dựng vào một năm trước để vinh danh bà.
Album phòng thu thứ tám Damita Jo, được đặt theo tên lót của Jackson, phát hành vào tháng 3 năm 2004. Album mở đầu tại vị trí thứ hai trên Billboard 200 trong nhiều đánh giá từ trái chiều tới tích cực, khen ngợi những bài hát có cải biên hiện đại và phối giọng của Jackson, dù gặp một vài chỉ trích tới chủ đề gợi dục. Dù vậy, nhiều đánh giá lại tập trung vào sự cố tại Super Bowl hơn là về album này. Tại Hoa Kỳ, album đạt chứng nhận Bạch kim trong chưa đầy một tháng.
Diễn biến thương mại của album vấp phải ảnh hưởng lớn từ sự phản đối của công chúng, bị cấm tại nhiều trạm phát thanh và kênh âm nhạc. Các tập đoàn tham gia tẩy chay Jackson bao gồm Viacom và CBS, các công ty con MTV, Clear Channel Communications và Infinity Broadcasting. Sự phản đối này ảnh hưởng tới việc phát hành Damita Jo và kéo dài tới hai album tiếp theo của Jackson. Một nhà điều hành cấp cao của tập đoàn giải trí Viacom, nơi sở hữu MTV, VH1 và nhiều định dạng truyền thanh khác, chia sẻ họ "hoàn toàn ngó lơ đĩa nhạc này. Áp lực lớn tới mức họ không thể đồng thuận với bất kỳ điều gì liên quan tới Janet. Giới cấp cao vẫn tức giận cô ta và đây là một biện pháp trừng phạt." Trước vụ bê bối, doanh số của Damita Jo được trông đợi vượt trội hơn All for You. 3 đĩa đơn trích từ album này—"Just a Little While", "I Want You", "All Nite (Don't Stop)"–nhận nhiều đánh giá tích cực, nhưng không thể giữ thứ hạng cao, dù được cho là có diễn biến khá tốt dưới tình cảnh khó khăn lúc bấy giờ. Billboard báo cáo Damita Jo "bị lu mờ phần lớn bởi tàn dư của Super Bowl", với 3 đĩa đơn—"là những điểm sáng của album này"–bị ngăn chặn trên đài phát thanh pop. "I Want You" đạt chứng nhận Bạch kim tại Mỹ và giành đề cử cho giải Grammy.
Để quảng bá, Jackson làm chủ trì trên Saturday Night Live, trình diễn hai bài hát và làm khách mời trong phim hài kịch tình huống Will & Grace. Jackson nhận "Giải thưởng Huyền thoại" tại Radio Music Awards, "Giải thưởng Cảm hứng" từ Giải Video âm nhạc Nhật Bản, "Giải thưởng Thành tựu trọn đời" tại Soul Train Music Awards và đề cử giải Teen Choice Awards cho "Nữ nghệ sĩ yêu thích nhất." Tháng 11 năm 2004, 100 Black Men of America, Inc. bình chọn Jackson là hình mẫu đại diện cho giải "Thành tựu nghệ thuật" của tổ chức này, ca ngợi "sự nghiệp thành công vĩ đại" của bà. Trước những chỉ trích vì vinh danh Jackson sau vụ bê bối, tổ chức này đáp trả "giá trị của một cá nhân không thể bị đánh giá chỉ vì một khoảnh khắc trong đời." Tháng 6 năm 2005, bà được Human Rights Campaign và AIDS Project Los Angeles trao "Giải thưởng Nhân đạo" để công nhận những đóng góp của bà cho các quỹ từ thiện AIDS.

### 2006–07:20 Y.O.vàWhy Did I Get Married?

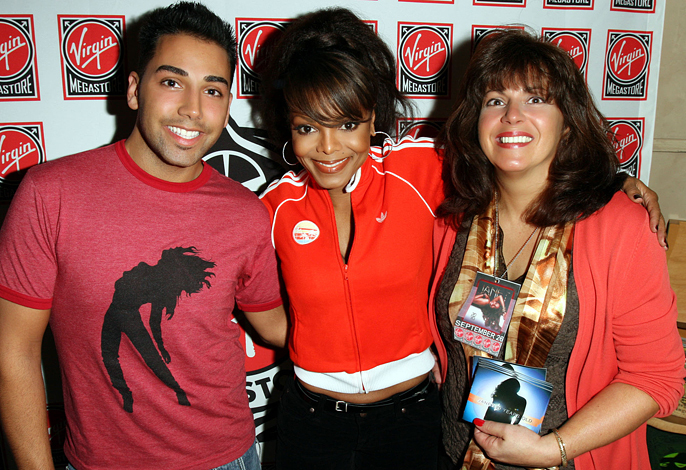
Jackson cùng thí sinh chiến thắng cuộc thi "Design Me" cho album phòng thu thứ chín, 20 Y.O.

Jackson bắt đầu thu âm album phòng thu thứ chín, 20 Y.O. vào năm 2005. Bà thu âm với nhà sản xuất Dupri, Jam và Lewis trong nhiều tháng vào năm 2006. Tựa đề album ám chỉ tới hai thập kỷ từ lúc phát hành album Control, như là "sự kỷ niệm giải phóng hân hoan và phong cách âm nhạc làm nên lịch sử." Để quảng bá, Jackson xuất hiện trên nhiều tờ tạp chí và trình diễn trên chương trình Today Show và giải thưởng Âm nhạc Billboard. Trên bìa tạp chí Us Weekly, Jackson để lộ hình thể săn chắc sau một thời gian bị giới truyền thông tập trung vào cân nặng, trở thành số bán chạy nhất của tạp chí này. 20 Y.O. phát hành vào tháng 9 năm 2006, đạt hạng hai trên Billboard 200. Album nhận nhiều phản hồi trái chiều, với nhiều lời chỉ trích phần sản xuất và sự góp mặt của Jermaine Dupri. Rolling Stone không đồng tình với sự liên kết tới Control, chia sẻ rằng "Nếu là cô ấy, chúng tôi sẽ không so sánh như thế."
Jackson vẫn tiếp tục bị tẩy chay trên sóng phát thanh và kênh âm nhạc, gây ảnh hưởng lớn tới thứ hạng và độ lan truyền của bà. Đĩa đơn đầu tiên, "Call on Me" có sự góp giọng của rapper Nelly, đạt hạng 25 trên Hot 100, hạng nhất trên Hot R&B/Hip-Hop Songs và hạng 6 tại Vương quốc Liên hiệp Anh. Video cho đĩa đơn thứ hai, "So Excited" do Joseph Kahn đạo diễn, cho thấy Jackson khỏa thân trong nhiều vũ đạo phức tạp. 20 Y.O. giành chứng nhận Bạch kim tại Mỹ và bán 1.2 triệu bản trên thế giới, nhận một đề cử giải Grammy cho "Album R&B đương đại xuất sắc nhất". Sau khi phát hành album, Dupri bị chê trách bởi khâu sản xuất và chỉ dẫn sai lệch, sau đó bị yêu cầu phải rời khỏi hãng Virgin Records. Slant Magazine gọi sản phẩm này là "một sai lầm lớn mà Dupri phải trả giá bằng công việc của mình và có thể là hợp đồng của Janet với Virgin."
Forbes xếp Jackson là người phụ nữ giàu có thứ 7 trong ngành công nghiệp giải trí, với tổng tài sản hơn 150 triệu đô-la Mỹ. Năm 2007, bà đóng cặp với Tyler Perry trong bộ phim Why Did I Get Married?. Phim mở màn tại vị trí số 1 ở các phòng vé, thu về 60 triệu đô-la Mỹ. Diễn xuất của Jackson được mô tả "oai hùng một cách nhẹ nhàng" và "quyến rũ nhưng nhạt nhòa". Tháng 2 năm 2008, Jackson thắng giải Image cho "Nữ diễn viên phụ nổi bật" với vai diễn này. Jackson cũng thu âm đĩa đơn đầu tiên cho bộ phim Rush Hour 3.

### 2008–09:DisciplinevàNumber Ones

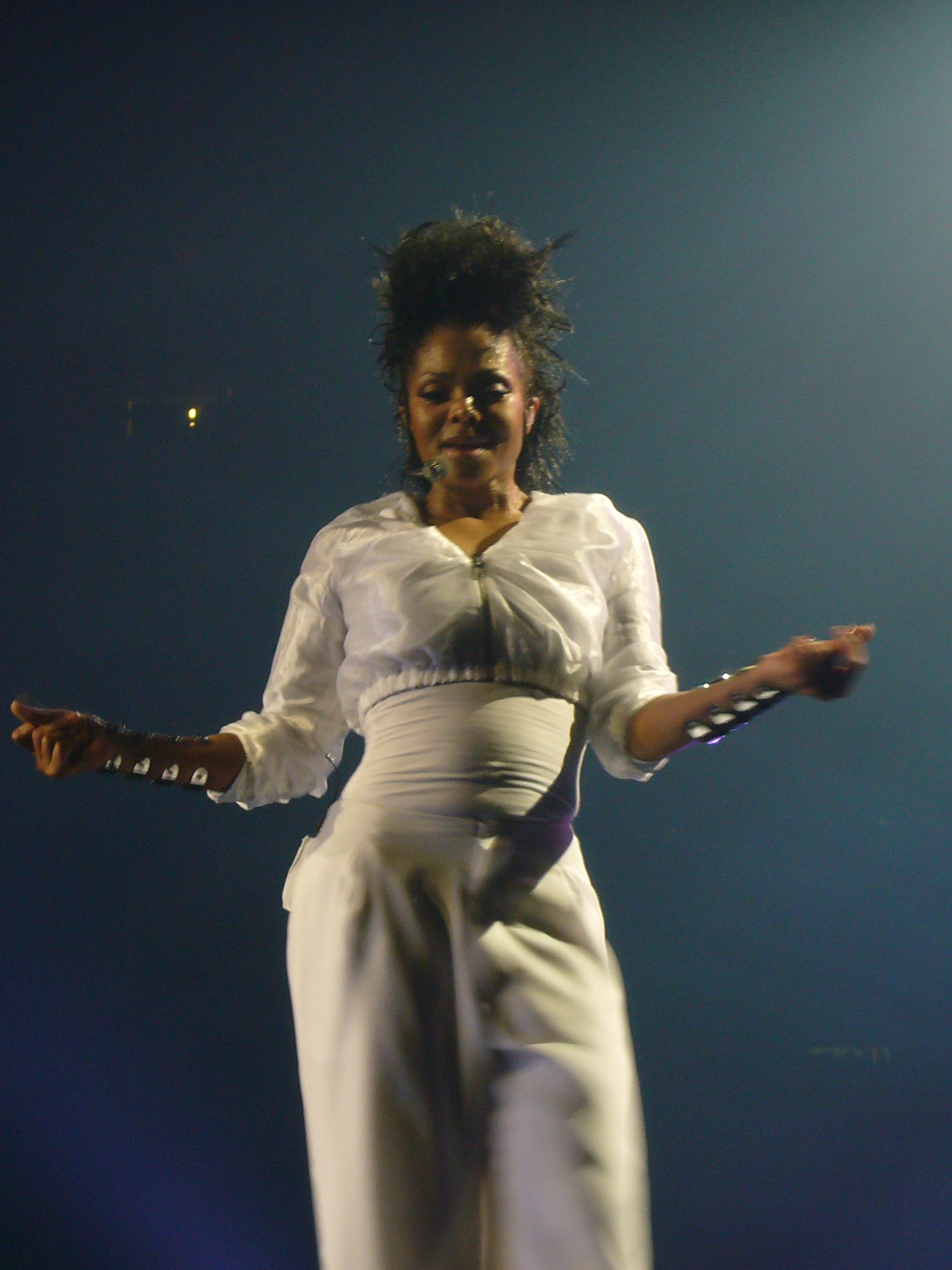
Jackson trình diễn trong Rock Witchu Tour

Jackson ký hợp đồng với Island Records sau khi hoàn thành nghĩa vụ với hãng Virgin. Bà hoãn kế hoạch lưu diễn và bắt đầu hợp tác với nhiều nhà sản xuất, bao gồm Rodney "Darkchild" Jerkins, Tricky Stewart và Stargate. Album phòng thu thứ 10, Discipline phát hành vào tháng 2 năm 2008, mở đầu tại ngôi quán quân. Dù bị hạn chế trên sóng phát thanh, đĩa đơn đầu tiên "Feedback" đạt hạng 19 trên Hot 100 và hạng 9 trên Pop Songs, lần xếp hạng cao nhất của cô kể từ "Someone to Call My Lover". Jackson thắng "Giải Vanguard" tại lễ trao giải GLAAD Media, vinh danh những đóng góp của bà trong việc quảng bá quyền bình đẳng trong cộng đồng người đồng tính. Chuyến lưu diễn thứ năm của Jackson, Rock Witchu Tour, khởi động vào tháng 9 năm 2008. Jackson rời khỏi Island Records qua thỏa thuận hai bên. Billboard tiết lộ rằng Jackson không hài lòng với khả năng quản lý và quảng bá album của LA Reid, "hãng đồng ý chấm dứt hợp đồng theo ý nguyện của ca sĩ."
Tháng 6 năm 2009, người anh trai Michael qua đời ở tuổi 50. Bà phát biểu về vụ việc tại giải BET 2009, khẳng định "Michael đối với các bạn là một biểu tượng, đối với chúng tôi anh ấy còn là người nhà. Và anh ấy sẽ luôn sống trong tim chúng ta. Đại diện cho gia đình, xin cảm ơn tình cảm và sự ủng hộ của mọi người. Chúng tôi nhớ anh ấy rất nhiều." Trong một bài phỏng vấn, bà tiết lộ mình biết tin dữ lúc ghi hình Why Did I Get Married Too?. Giữa lúc đau buồn với gia đình, bà lại tập trung làm việc và tránh mọi tin tức về cái chết của anh trai. Bà chia sẻ "đối mặt với sự thật vẫn là điều quan trọng, tôi không trốn tránh, nhưng đôi lúc ta cần phải dừng lại một phút." Trong thời gian này, cô kết thúc mối tình 7 năm với Jermaine Dupri. Vài tháng sau, Jackson trình diễn "Scream" để tưởng nhớ Michael tại giải Video âm nhạc của MTV năm 2009. MTV khẳng định "không ai khác ngoài Janet có thể cất giọng và gửi một thông điệp mạnh mẽ." Màn trình diễn được giới phê bình khen ngợi; Entertainment Weekly gọi liên khúc này "đầy năng lượng mà cũng thật cảm động".
Album tuyển tập thứ hai của Jackson, Number Ones (mang tựa đề The Best trong nhiều phát hành quốc tế), phát hành tháng 11 năm 2009. Để quảng bá, cô trình bày một loạt bài hát tại giải thưởng Âm nhạc Mỹ, Jingle Bell Ball ở sân vận động O2 và The X-Factor. Đĩa đơn quảng bá của album, "Make Me", do Rodney "Darkchild" Jerkins sản xuất, ra mắt hồi tháng 9. Đây là đĩa đơn quán quân thứ 19 của Jackson trên Hot Dance Club Songs, giúp bà trở thành nghệ sĩ đầu tiên có đĩa đơn quán quân trong 4 thập kỷ khác nhau. Cuối tháng đó, Jackson chủ trì chương trình amfAR, The Foundation for AIDS Research, diễn ra tại Milan, kết hợp với tuần lễ thời trang. Sự kiện quyên góp tổng cộng 1.1 triệu đô-la Mỹ cho tổ chức không lợi nhuận.

### 2010–14: Dự án điện ảnh,True You, lưu diễn và hoạt động nhân đạo
Tháng 4 năm 2010, Jackson trở lại trong phần tiếp theo của Why Did I Get Married?, mang tên Why Did I Get Married Too?. Bộ phim mở màn ở vị trí thứ hai tại phòng vé, thu về tổng cộng 60 triệu đô-la Mỹ. Diễn xuất của Jackson được miêu tả "hăng hái và hài hước một cách kỳ lạ". Jackson nhận giải Image cho "Nữ diễn viên nổi bật" nhờ vai diễn này. Jackson thu âm bài hát chủ đề của bộ phim, "Nothing" và phat hành làm đĩa đơn quảng bá. Bài hát xuất hiện trong đêm chung kết mùa 9 American Idol cùng với "Again" và "Nasty". Tháng 7, Jackson tạo mẫu cho dòng thời trang Blackglama, bao gồm chất liệu lông chồn. Jackson sau đó giúp đỡ thiết kế dòng thời trang và phụ iện cho Blackglama, chào bán tại Saks Fifth Avenue và Bloomingdales. Universal Music ra mắt album tuyển tập Icon: Number Ones, như là phần đầu tiên trong loạt album tổng hợp Icon.

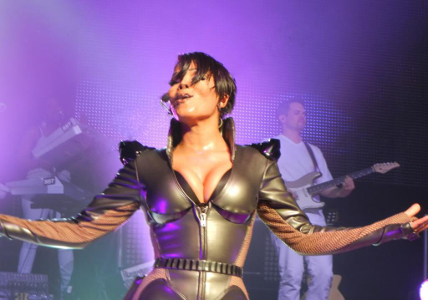
Jackson trình diễn trong Number Ones, Up Close and Personal

Tháng 11 năm 2010, Jackson vào vai Joanna trong phim chính kịch For Colored Girls, chuyển thể từ vở kịch năm 1975 của Ntozake Shange, For Colored Girls Who Have Considered Suicide When the Rainbow Is Enuf. Vai diễn của Jackson được so sánh với Meryl Streep vai Miranda Priestly trong The Devil Wears Prada. Vai diễn giúp bà giành đề cử cho "Nữ diễn viên phụ nổi bật" và "Dàn diễn viên nổi bật" của giải Black Reel.
Jackson thông báo về chuyến lưu diễn vòng quanh thế giới lớn nhất, Number Ones, Up Close and Personal để quảng bá album tuyển tập Number Ones. Chương trình diễn ra tại 35 thành phố trên thế giới, do người hâm mộ đệ trình trên trang mạng chính thức của bà. Cô trình diễn 35 bài hát ăn khách của mình và tri ân mỗi bài hát cho các thành phố đi qua. Mattel ra mắt một phiên bản Barbie có giới hạn của Jackson, mang tên "Divinely Janet", được bán đấu giá hơn 15.000 đô-la Mỹ và quyên góp lợi nhuận tới Project Angel Food. Jackson phát hành quyển sách True You: A Journey to Finding and Loving Yourself vào tháng 2 năm 2011, cùng với sự hỗ trợ của David Ritz. Cuốn sách thuật lại những khó khăn về cân nặng và sự tự tin mà cô trải qua, cũng như xuất bản những lá thư tới người hâm mộ. Tác phẩm này dẫn đầu danh sách bán chạy nhất của New York Times một tháng sau đó. Ngoài ra, bà ký một hợp đồng sản xuất phim với Lions Gate Entertainment để "lựa chọn, phát triển và sản xuất phim cho một xưởng phim độc lập."
Jackson trở thành nữ ca sĩ pop đầu tiên trình diễn tại kim tự tháp của I. M. Pei, thuộc Bảo tàng Louvre để nâng cao những đóng góp bảo tồn hội họa. Jackson được Blackglama chọn hợp tác trở lại trong năm thứ hai, phát hành bộ sưu tập gồm 15 sản phẩm trang sức. Năm 2012, Jackson quảng bá cho chương trình giảm cân của Nutrisystem sau khi gặp khó khăn về cân nặng trong quá khứ. Với chương trình này, bà quyên góp 10 triệu đô-la Mỹ để cung cấp thức ăn cho người nghèo. amfAR vinh danh những đóng góp của bà đến quá trinh nghiên cứu AIDS khi chủ trì gala Cinema Against AIDS tại Liên hoan phim Cannes. Bà còn tham gia trong một bài tuyên truyền cộng đồng của UNICEF để giúp đỡ trẻ em đói nghèo. Tháng 2 năm 2013, Jackson thông báo kết hôn với người chồng thứ ba, doanh nhân người Qatar Wissam Al Mana, trong một lễ cưới riêng tư một năm trước.

### 2015–nay: Rhythm Nation vàUnbreakable

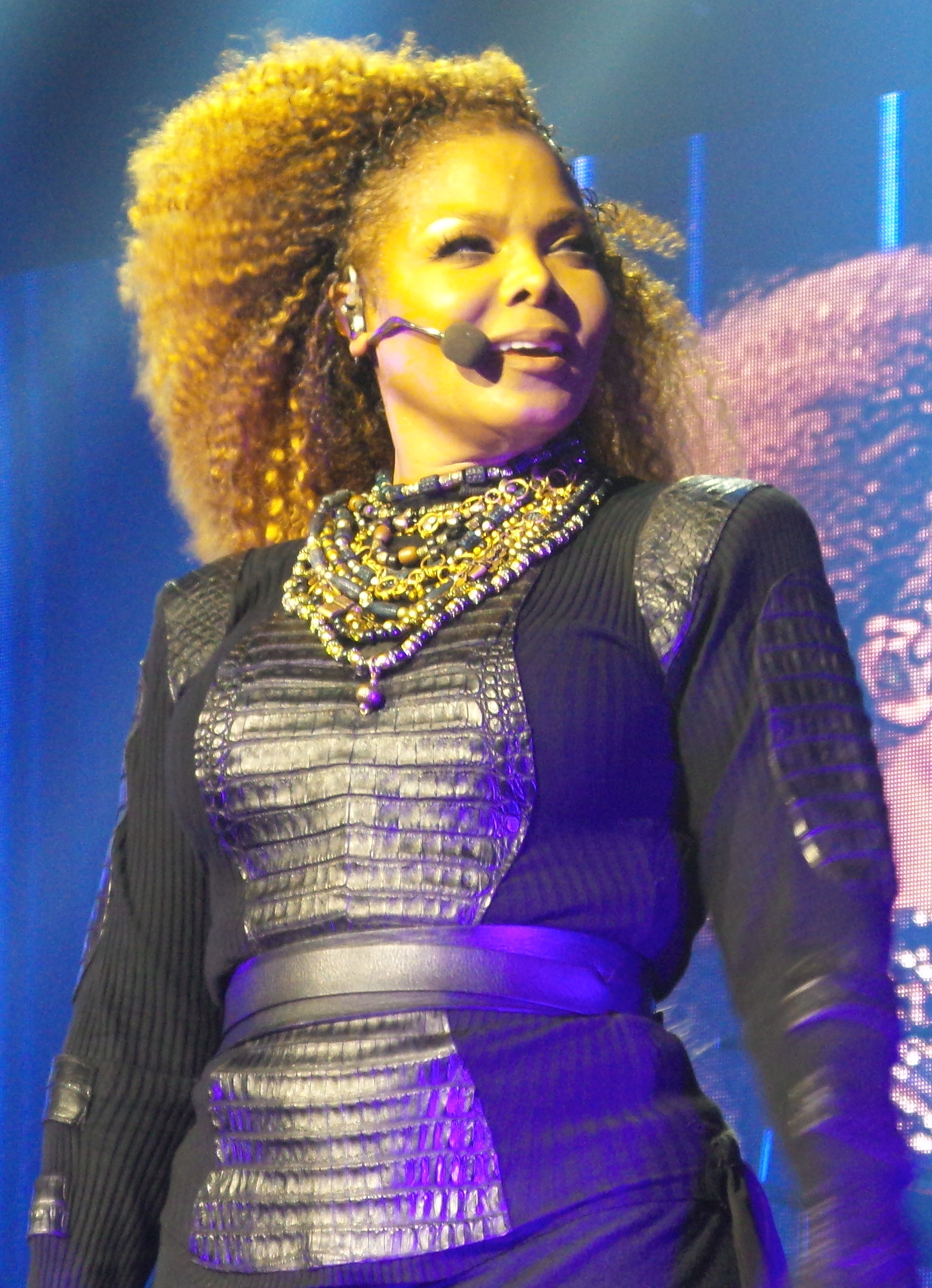
Jackson trình diễn trong Unbreakable Tour

Ngày 16 tháng 5 năm 2015, Jackson thông báo kế hoạch phát hành album và chuyến lưu diễn thế giới mới. Bà đưa ra dự định ra mắt album mới vào mùa thu năm 2015, dưới hãng thu âm của chính bà, Rhythm Nation, do BMG Rights Management phân phối. Jackson trở thành một trong số ít những nữ nhạc sĩ Mỹ-Phi sở hữu một hãng thu âm riêng. Ngày 15 tháng 6 năm 2015, Jackson thông báo chặng Bắc Mỹ của Unbreakable World Tour. Ngày 22 tháng 6, đĩa đơn "No Sleeep" được phát hành, đạt hạng nhất Billboard + Twitter Trending 140 ngay sau khi ra mắt. Phiên bản đơn ca của "No Sleeep" mở màn tại vị trí thứ 67 trên Hot 100, là bài hát thứ 40 của cô trên bảng xếp hạng này; trong khi phiên bản album có sự góp mặt của J. Cole đạt hạng 63 và vươn đến ngôi quán quân Adult R&B Songs chart.
BET trao tặng Jackson giải thưởng "Ultimate Icon: Music Dance Visual" tại mùa giải năm 2015, với màn trình diễn tri ân của Ciara, Jason Derulo và Tinashe. Bà thông báo về dòng nữ trang mang tên "Janet Jackson Unbreakable Diamonds collection," đánh dấu sự hợp tác giữa bà và Paul Raps New York. Ngày 20 tháng 8, bà phát hành một đoạn ca khúc "The Great Forever" và xác nhận tựa đề album phòng thu thứ 11, Unbreakable. Jimmy Jam và Terry Lewis tiết lộ chủ đề của album được phát triển cùng lúc với chuyến lưu diễn, với các sáng tác khác biệt, kể về trải nghiệm của Jackson trong nhiều năm trở lại đó. Bài hát chủ đề của album ra mắt ngày 3 tháng 9 năm 2015 và "Burnitup!", có sự góp mặt của Missy Elliott lên kệ ngày 24 tháng 9 năm 2015.
Unbreakable phát hành ngày 2 tháng 10 năm 2015 trong nhiều đánh giá tích cực, trong đó có The Wall Street Journal, The New York Times, USA Today, Los Angeles Times và The Guardian. Đây là album thứ 7 của Jackson leo lên vị trí quán quân tại Mỹ. Ngày 6 tháng 4 năm 2016, Jackson thông báo "đang lên kế hoạch cho gia đình" với người chồng Wissam Al Mana, đồng thời phải hoãn lại chuyến lưu diễn. Tháng 10 cùng năm, Jackson xác nhận đang mang thai con đầu lòng với Al Mana. Bà hạ sinh Eissa Al Mana vào ngày 3 tháng 1 năm 2017. Tháng 4 năm 2017, đại diện của Jackson xác nhận cô đã ly thân với người chồng Al Mana.
Ngày 1 tháng 5 năm 2017, Jackson thông báo tiếp nối chuyến lưu diễn Unbreakable World Tour, được đổi tên thành State of the World Tour. Đêm diễn đầu tiên dự kiến diễn ra ngày 7 tháng 9 năm 2017.

## Phong cách nghệ thuật

### Ảnh hưởng và giọng hát
Jackson gọi Lena Horne là nguồn cảm hứng sâu sắc đến nhiều thế hệ giải trí, kể cả bản thân bà. Bà khẳng định "[Horne] mang đến niềm vui đến đời sống của mọi người—ngay cả lớp thế hệ sau này, những người còn non trẻ hơn tôi. Bà ấy là một tài năng vĩ đại. Bà ấy đã mở ra nhiều cánh cửa cho nghệ sĩ như tôi." Tương tự, bà xem Dorothy Dandridge là một trong những thần tượng lớn. Jackson gọi mình là "một người hâm mộ lớn của Joni Mitchell" vì "lúc còn nhỏ, tôi luôn yêu thích đĩa nhạc của Joni Mitchell [...] những ca khúc của Joni luôn tìm đến tôi theo một cách vô cùng thân mật, riêng tư." Bà khẳng định Tina Turner "là một người hùng của nhiều người, đặc biệt là phụ nữ, nhờ sức mạnh phi thường của mình [...] Tôi cảm thấy âm nhạc của bà luôn hiện hữu xung quanh và sẽ luôn như thế." Cô cũng liên hệ tới nhiều nghệ sĩ mang nhận thức lớn về xã hội như Tracy Chapman, Sly and the Family Stone, U2 và Bob Dylan là nguồn cảm hứng của mình. Vào thuở đầu sự nghiệp, Jackson xem các anh trai Michael và Jermaine là nguồn cảm hứng âm nhạc. Theo Rolling Stone và MTV, những nghệ sĩ ảnh hưởng lớn tới bà còn có The Ronettes, Dionne Warwick, Tammi Terrell, Diana Ross, Chaka Khan, Stevie Wonder, Teena Marie, Michael Jackson và Prince.

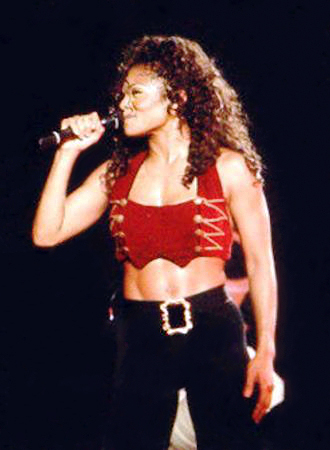
Jackson trình diễn tại Janet Tour năm 1995

Jackson sở hữu chất giọng nữ trung. Trong suốt sự nghiệp, bà thường chịu nhiều lời phê bình về khả năng ca hát hạn chế, đặc biệt khi so sánh trước những nghệ sĩ đương đại khác như Whitney Houston và Mariah Carey. Về kỹ thuật giọng hát như Houston và Aretha Franklin, nhà luyện thanh Roger Love khẳng định "khi Janet cất giọng, bà có thể lấy một lượng hơi lớn. Bà rõ ràng đang nhắm tới một kỹ thuật gợi cảm, đạt hiệu quả ở một cấp độ nào đó. Nhưng thực ra, điều đó còn khá hạn chế." Ông nói thêm, giọng hát của bà phù hợp trong phòng thu, nhưng không thể truyền đạt tốt trên sân khấu, cho dù chương trình có "những bài hát hay, vũ đạo công phu và sự hiện diện của bà" đi chăng nữa, thì "giọng hát không phải là điểm then chốt." Nhà tiểu sử David Ritz nhận xét "trong những album—video và màn trình diễn trực tiếp của Janet, nơi thể hiện kỹ thuật nhảy sắc nét, điêu luyện [...] điểm chính không phải là giọng hát," mà được thay thế bằng "nhịp sôi động, những đoạn hook hấp dẫn và giá trị sản xuất hoàn hảo của bà." Eric Henderson của Slant Magazine cho rằng giới phê bình "dường như quên mất chất giọng 'gimme a beat' bùng nổ mà cô sử dụng rải rác trong 'Nasty' ... Hoặc họ hoàn toàn bác bỏ sự hoàn hảo mà giọng hát do dự của bà xuất hiện trong 'Let's Wait Awhile'." Nhà soạn nhạc cổ điển Louis Andriessen khen ngợi "nhịp rubato, nhịp điệu, sự nhạy cảm và ngây thơ trong giọng hát gợi cảm một cách kỳ lạ" của bà.
Nhiều nhà phê bình còn xem giọng hát của bà thường lệ thuộc vào phần sản xuất âm nhạc. Nhà phê bình J. D. Considine nhận thấy "trong album, Jackson không dựa theo giọng hát nhiều bằng cách giọng hát của bà được dựng nên bởi phần sản xuất nhịp nhàng của Jimmy Jam và Terry Lewis." Wendy Robinson của PopMatters cho rằng "sức mạnh giọng hát của Janet Jackson không nằm ở thanh quản của bà ấy. Bà không đẩy hơi, mà chỉ thì thầm ... Chất giọng của Jackson là sự kết hợp điêu luyện giữa hòa âm nhẹ nhàng và cân bằng nhịp." Matthew Perpetus Fluxblog gọi kỹ năng thanh nhạc của Jackson như là một thể loại học thuật trong dòng nhạc indie rock, cho rằng nó có "sức ảnh hưởng lớn đến người nghe, hướng dẫn và nhấn mạnh sự chuyển đổi năng lượng mà không bị xao nhãng khỏi đoạn hook" và ví như "đang nghe sự diễn đạt của một con người hoàn thiện, đầy mâu thuẫn và sự phức tạp."

### Âm nhạc
Âm nhạc của Jackson bao gồm nhiều thể loại khác nhau. Các đĩa nhạc thập niên 1980 của bà được cho là lấy cảm hứng từ Prince, với đội ngũ sản xuất là cựu thành viên của nhóm The Time. Sal Cinquemani viết rằng ngoài việc thống trị sóng phát thanh Top 40, bà còn "tăng thêm nét nữ tính đặc trưng cho thể loại Minneapolis sound của Prince—và, những bài hát như 'What Have You Done for Me Lately?,' 'Nasty,' 'Control' và 'Let's Wait Awhile' chính là sự nhấn mạnh của chủ nghĩa nữ giới." Trong Control, Richard J. Ripani ghi nhận Jackson, Jam và Lewis đã "tạo nên âm thanh mới, hòa trộn những yếu tố nhịp điệu funk và disco, cùng với đàn synthesizer, bộ gõ, hiệu ứng âm thanh và sự nhạy cảm nhạc rap ở tần suất cao." Tác giả Rickey Vincent khẳng định cô thường xuyên được nhắc tới vì đã xác định lại tiêu chuẩn của dòng nhạc đại chúng với nhịp độ nhạc công nghiệp trong album này. Jackson còn là người tạo xu hướng trong thể loại pop ballad; Richard Rischar có viết "dòng nhạc pop ballad da màu giữa thập niên 1980 bị ảnh hưởng bởi lối xử lý, trình diễn nhịp nhàng và tinh tế, dẫn đầu là những ca sĩ như Whitney Houston, Janet Jackson và James Ingram." Bà tiếp tục phát triển âm nhạc bằng cách dung hòa thể loại pop và urban, với những yếu tố hip-hop trong những năm 90. Điều này bao gồm biểu diễn tiết chế hơn, kết hợp những bản ballad nhẹ nhàng và nhịp dance sôi động. Trong thập kỷ sự nghiệp đầu tiên, bà được xem là "nghệ sĩ định hình nên âm thanh và hình tượng của rhythm and blues". Nhà phê bình Karla Peterson gọi cô là "một vũ công nhạy bén, một người trình diễn hấp dẫn và 'That's the Way Love Goes' chứng tỏ bà là một nhạc sĩ pop tài ba." Nhiều tác phẩm trong những thập kỷ sau này của bà không còn được đón nhận như trước; Sal Cinquemani bình luận: "ngoại trừ R.E.M., không cựu ngôi sao nào có cú trở lại hoành tráng, với sức sáng tạo và diễn biến thương mại giảm sút tới vậy."
Jackson thay đổi chủ đề ca từ trong nhiều năm, trở thành trọng tâm phân tích trong âm nhạc học, nghiên cứu tầng lớp Mỹ Phi và giới tính học. David Ritz so sánh phong cách âm nhạc của Jackson với Marvin Gaye, "giống như Marvin, tính tự truyện dường như là nguồn gốc chính trong âm nhạc của bà. Nghệ thuật của bà, cũng giống như Marvin, nổi lên giữa biển đau thương thầm kín." Hầu hết thành công của bà xuất phát từ "hàng loạt nhịp điệu groove mạnh mẽ, chắc chắn; chất giọng tươi vui, đa dạng; và lời ca đậm chất triết lý dựa trên sự tự hào và tự nhận thức." Ritz còn khẳng định, "Điều bí ẩn chính là ngọn lửa ngầm cháy quanh tâm hồn của Janet Jackson. Ngọn lửa thiêu đốt những yếu tố nhiên liệu quan trọng nhất: sự sinh tồn và tham vọng, tính thận trọng và sức sáng tạo, sự tự tin ngút trời và nỗi sợ thăm thẳm." Trong thập niên 1980, lời ca của bà thể hiện tính tự hiện thực, nguyên tắc nữ quyền và tư tưởng chính trị. Gillian G. Gaar, tác giả cuốn She's a Rebel: The History of Women in Rock & Roll (2002), mô tả Control là "một câu chuyện tự truyện kể về cuộc đời của bà với cha mẹ, cuộc hôn nhân đầu tiên và sự giải thoát." Jessie Carney Smith trong Encyclopedia of African American Popular Culture (2010) có viết "với album này, bà thổi vào sự tự tin, tính độc đáo và sức mạnh cá nhân. Bà thử thách khán giả bằng cách thay đổi chính mình, từ một nhân vật ngây thơ sang một ngôi sao trưởng thành, đa tài." Nhắc tới Rhythm Nation 1814 như một hiện thân của hy vọng, Timothy E. Scheurer trong Born in the USA: The Myth of America in Popular Music from Colonial Times to the Present (2007) có viết, "Nó nhắc nhở gia đình nhà Sly Stone thời kỳ trước There's a Riot Goin' On và nhiều nghệ sĩ Mỹ Phi khác của thập niên 1970 rằng cái thế giới mà Dr. King tưởng tượng vẫn còn khả thi, rằng Giấc mơ Mỹ chính là mơ ước cho mọi người."
Trong Janet, Jackson bắt đầu tập trung vào chủ đề tình dục. Shayne Lee, tác giả của Erotic Revolutionaries: Black Women, Sexuality, and Popular Culture (2010), viết rằng âm nhạc trong một thập kỷ kế đến "đánh bóng thương hiệu của bà như một trong những giọng ca gợi dục nhất thập niên 1990." Trong You've Come A Long Way, Baby: Women, Politics, and Popular Culture (1996), Lilly J. Goren nhận thấy "sự phát triển của Jackson từ một nhạc sĩ hát về xã hội cho tới hình tượng diva gợi cảm đánh dấu định hướng mà xã hội và ngành công nghiệp âm nhạc muốn những diva dance-rock theo đuổi." The Washington Post tuyên bố hình tượng công chúng của Jackson trong những giai đoạn khác nhau trong sự nghiệp đã thay đổi, "từ sự ngây thơ thành từng trải, làm cảm hứng cho những album gợi cảm như Janet năm 1993 và The Velvet Rope năm 1997, khám phá sự gắn kết—theo nghĩa bóng lẫn nghĩa đen—của tình yêu và dục vọng." Bài hát "Free Xone" từ The Velvet Rope, lột tả mối quan hệ đồng giới theo hướng tích cực, được nhà xã hội học Shayne Lee miêu tả là "một sự kiện hiếm có, khi một giọng ca da màu nổi tiếng khám phá năng lượng lãng mạn hoặc gợi dục bên ngoài phạm vi tình dục dị tính, một bước ngoặt lớn trong cuộc chính trị tình dục da màu." Khi quảng bá Janet, bà khẳng định "Tôi thích cảm giác đắm mình trong dục vọng—mà không màng tới sự đời. Với tôi, tình dục trở thành sự ăn mừng, một phần hân hoan trong quá trình sáng tạo." Từ khi phát hành Damita Jo, Jackon khẳng định "Từ những album đầu tiên, khám phá—và giải phóng—bản năng giới tính luôn là sự tìm tòi và chủ đề liên tục của tôi" và nói thêm "Là một nghệ sĩ, đó không chỉ là đam mê, mà còn là bổn phận của tôi". Stephen Thomas Erlewine cảm thấy sự đề cập không ngừng nghỉ tới tình dục của Jackson trong âm nhạc thiếu tính sáng tạo, đặc biệt khi so sánh tới những nghệ sĩ như Prince, khẳng định "trong lúc tình dục xúc tác rất nhiều cho dòng nhạc pop, đó không phải là một chủ đề lôi cuốn—giống như mọi thứ khác, tất cả đều phụ thuộc vào người nghệ sĩ."

### Video và sân khấu

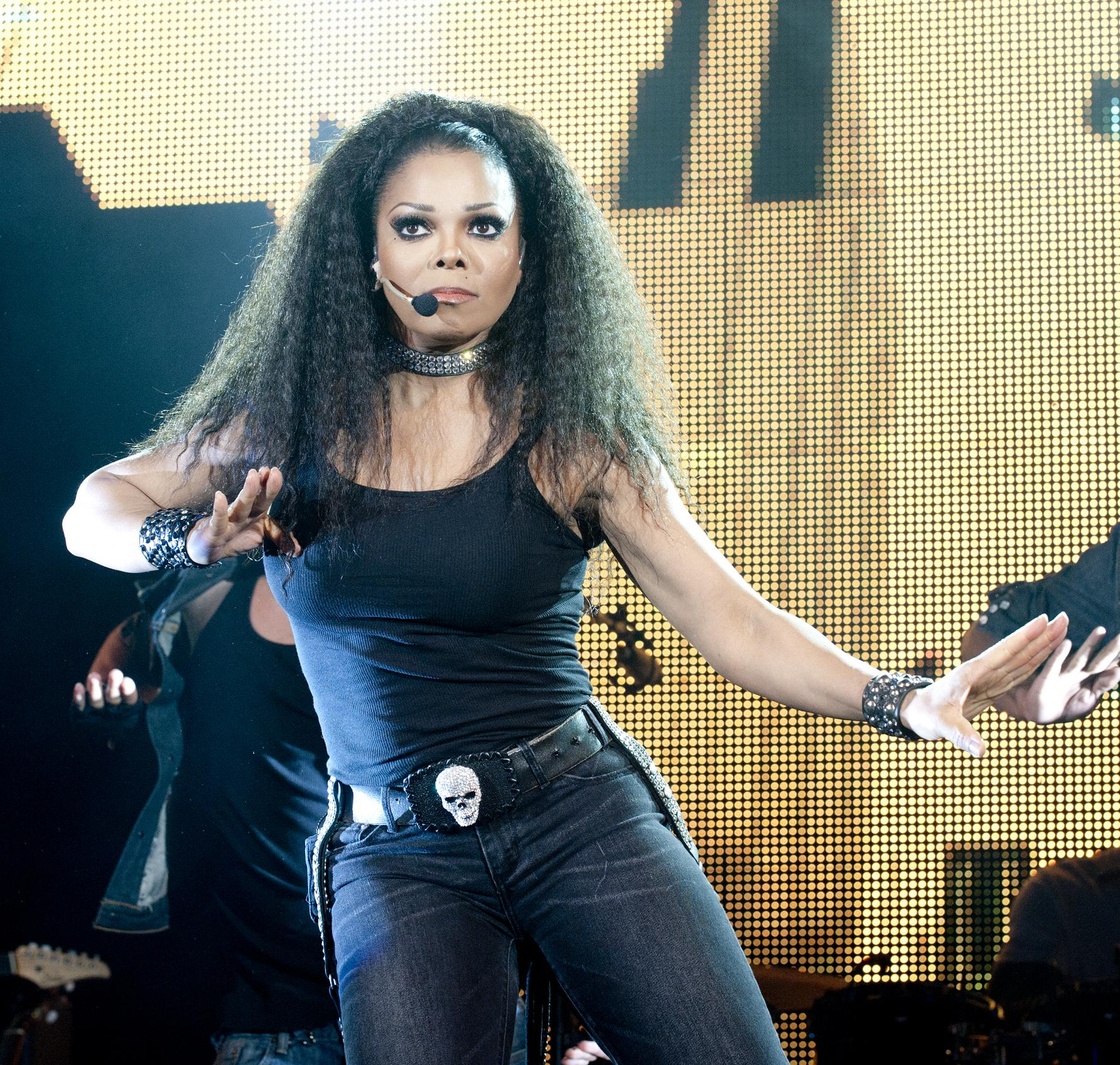
Jackson trình diễn trong Number Ones: Up Close and Personal vào năm 2011

Các video âm nhạc và màn trình diễn của Jackson lấy cảm hứng từ những vở nhạc kịch mà bà xem lúc nhỏ, bị ảnh hưởng lớn bởi vũ đạo của Fred Astaire và Michael Kidd và nhiều nhân vật khác. Trong sự nghiệp, bà đã hợp tác và giới thiệu nhiều biên đạo múa chuyên nghiệp, như Tina Landon, Paula Abdul và Michael Kidd. Veronica Chambers khẳng định "sự ảnh hưởng của cô đến dòng nhạc pop là không thể phủ nhận và bao phủ rộng rãi." Chambers nhận thấy nhiều video của nghệ sĩ khác "không chỉ sử dụng vũ công của Jackson mà vũ đạo và bối cảnh còn có nhiều điểm tương đồng với bà." Janine Coveney của Billboard cho rằng "sự tuyên bố độc lập về âm nhạc của Jackson [trong Control] cho thấy hàng loạt những bài hát ăn khách, sản xuất âm thanh khó phai mờ và hình tượng bền bỉ về vũ đạo và hình ảnh video mà những giọng ca pop vẫn còn tái sử dụng." Ben Hogwood của MusicOMH khen ngợi "nguồn ảnh hưởng lớn mà bà truyền đạt tới thế hệ sau", đặc biệt ở Britney Spears, Jennifer Lopez và Christina Aguilera. Qadree EI-Amin cho rằng nhiều nghệ sĩ pop "thêu dệt những màn trình diễn theo cá tính dance-diva của Janet."
Beretta E. Smith-Shomade, tác giả Shaded Lives: African-American Women and Television (2002), viết rằng "ảnh hưởng của Jackson tới những video âm nhạc phần lớn nhờ vào thành công doanh số âm nhạc, cho phép bà mở rộng sự kiểm soát và tự do trong hình ảnh. Sự kiểm soát này ảnh hưởng trực tiếp tới hình ảnh và nội dung của video, giúp bà nổi bật giữa nhiều nhóm nghệ sĩ giả định khác—nam giới hay nữ giới, da trắng hay da màu." Parallel Lines: Media Representations of Dance (1993) nghiên cứu những video của bà thường gợi nhớ lại về những buổi hòa nhạc trực tiếp hay nhà hát kịch công phu. Dù vậy, trong Rhythm Nation 1814 dài 30 phút, Jackson sử dụng kỹ thuật vũ đạo đường phố, tương phản với vũ đạo truyền thống. Hình ảnh vũ đoàn đầy năng lượng tượng trưng cho quyền bình đẳng giới tính, lúc Jackson "trình diễn vô danh và hòa vào các vũ công." Những video âm nhạc của bà còn góp phần đẩy cao mức độ tự do tính dục của tầng lớp phụ nữ trẻ, như lời của Jean M. Twenge trong Generation Me: Why Today's Young Americans are More Confident, Assertive, Entitled—and More Miserable Than Ever Before (2007), Jackson "nhiều lần ám chỉ tới tình dục đường miệng trong những video âm nhạc bằng hành động đẩy đầu của đàn ông xuống đúng vị trí", gây nên sự "thúc đẩy trào lưu" tình dục giữa các video của nữ ca sĩ và giới nữ trẻ. Dù vậy, những cáo buộc về giải phẫu thẩm mỹ, tẩy trắng da và hình tượng gợi dục quá đà khiến bà bị xem là sản phẩm của quan điểm tình dục nam giới da trắng, hơn là sự giải phóng của bản thân hoặc những người khác. Jackson nhận giải MTV Video Vanguard cho những đóng góp tới thể loại nghệ thuật này và trở thành người đầu tiên được MTV Icon tri ân những ảnh hưởng tới ngành công nghiệp âm nhạc. Năm 2003, Slant Magazine xếp "Rhythm Nation" và "Got 'til It's Gone" trong "100 Video âm nhạc vĩ đại nhất". Năm 2011, "Rhythm Nation" được Billboard bình chọn là video xuất sắc thứ 10 trong thập niên 1980.
Nicholas Barber của The Independent khẳng định "Đêm nhạc của Janet như bộ phim bom tấn hè của dòng nhạc pop, với tất cả vụ nổ, hiệu ứng đặc biệt." Tạp chí Jet báo cáo "tiết mục sân khấu lưu diễn sáng tạo của Janet đã giúp bà nổi tiếng như một nghệ sĩ trình diễn đẳng cấp thế giới." Chris Willman của Los Angeles Times mô tả vũ đạo trong Rhythm Nation 1814 Tour là "một hỗn hợp những động tác giật cứng nhắc và uyển chuyển một cách duyên dáng." Number Ones: Up Close and Personal chuyển sang bối cảnh nhà hát nhỏ, khác với những kết cấu sân khấu hoành tráng của bà trước đây. Nhiều nhà phê bình nhận thấy điều này không ảnh hưởng tới màn trình diễn của bà, mà còn cộng hưởng thêm. Greg Kot của Chicago Tribune viết "Trong những chuyến lưu diễn trước, chất giọng mỏng manh của Jackson thường bị sức dàn dựng lớn của đêm diễn nuốt chửng ... Trong bối cảnh đơn giản hơn, Jackson mang tới sự ấm áp và chân thành không phải lúc nào cũng hiện hữu tại nhiều sân vân động."
Thor Christensen của The Dallas Morning News chú ý tới việc Jackson nhép môi tại nhiều đêm diễn; ông viết: "Janet Jackson—một trong những ca sĩ nhép môi khét tiếng trên sân khấu ... cô ta dùng 'một vài' bản thu sẵn để hòa vào giọng hát thật của mình. Nhưng lại từ chối tiết lộ bao nhiêu phần trăm 'giọng hát' trên sân khấu là thu âm và bao nhiêu là thực." Michael MacCambridge của Austin American-Statesman, lúc nhận xét Rhythm Nation World Tour, mô tả việc nhép miệng là "điểm cần bàn", khi "Jackson thường hát cùng với chất giọng thu âm sẵn, để gần đạt tới chất lượng phiên bản đĩa đơn phát thanh nhất." MacCambridge còn phát biểu "dường như chẳng ai–ngay cả một thành viên của gia đình Đệ nhất nhạc Soul—có thể nhảy như bà ấy trong vòng 90 phút mà vẫn giữ chất giọng nội lực trong những đêm nhạc hoành tráng thập niên 1990." Tương tự, Chris Willman nhận xét "ngay cả một ca sĩ được huấn luyện chỉn chu cũng có thể cảm thấy bị gò ép để giữ vững âm lượng—hay chính xác hơn là ở 'Control'—lúc nhún nhảy, trình diễn và khua tay theo nhiều hướng bất thường ở một tốc độ hoàn hảo, chóng mặt." Chris Richards của The Washington Post khẳng định, "ngay cả lúc thỏ thẻ nhất, giọng hát tinh xảo ấy vẫn chưa hề đánh mất độ chính xác nhạy bén của mình."

## Di sản
Là thành viên nhỏ tuổi nhất trong "gia đình Jackson danh giá", Janet Jackson luôn nỗ lực để đưa sự nghiệp của mình thoát khỏi cái bóng của anh trai Michael và toàn thể gia đình Jackson. Steve Dollar của Newsday viết rằng "bà xóa đi hình tượng đứa con út hiền lành trong một gia đình mà đời sống cả trong lẫn ngoài bị người đời trêu chọc, bàn tán, tình tiết hóa và là một bản sao của gia tộc Kennedy." Phillip McCarthy của The Sydney Morning Herald chú ý tới một trong những điều kiện thường thấy nhất của bà khi phỏng vấn là không đề cập tới anh trai Michael. Joshua Klein viết rằng, "trong nửa đầu sự nghiệp ca hát, Janet Jackson dường như là một nghệ sĩ luôn có mục tiêu. Nổi lên từ năm 1982, cũng là lúc anh trai Michael bắt đầu thành công, những album của Jackson chứa đầy những bài hát mang tính tuyên ngôn, từ 'The Pleasure Principle' tới 'Rhythm Nation' và sự tuyên bố về mục đích trong 'Control'." Steve Huey của Allmusic khẳng định dù Jackson sinh ra trong một gia đình giải trí, cô phải tự lực tiến tới ngôi vị "siêu sao", cạnh tranh không chỉ nhiều nữ nghệ sĩ thu âm khác như Madonna và Whitney Houston, mà còn với chính anh em trai của mình, trong lúc "thay đổi thành công hình ảnh của một người trẻ tuổi mạnh mẽ, độc lập thành một người phụ nữ gợi cảm, trưởng thành." Bằng việc xây dựng cá tính độc đáo qua phong cách nghệ thuật và kinh doanh, bà được xem là "Nữ hoàng nhạc Pop". Klein cho rằng "không quá khó khăn để thấy trước sự nổi tiếng, nhưng chỉ vài người dự đoán được ngày Janet—Quý cô Jackson, nếu bạn thô tục—thay thế Michael làm người kế thừa di sản thực thụ nhà Jackson."
Jackson còn được công nhận là người đóng vai trò chủ chốt trong việc phá bỏ rào cản chủng tộc của ngành công nghiệp thu âm, nơi những nghệ sĩ da màu từng bị coi là không đạt tiêu chuẩn. Trong Right to Rock: The Black Rock Coalition and the Cultural Politics of Race (2004), Maureen Mahon viết: "Trong những năm 1980, Whitney Houston, Michael Jackson, Janet Jackson và Prince là những nghệ sĩ Mỹ Phi bứt phá ... Khi bước tới thành công đại chúng, họ tước đi định kiến của ngành công nghiệp. Họ được quảng bá từ sự phân biệt dòng nhạc da màu sang nhạc pop đại chúng trong một quá trình kinh tế theo định hướng đa chủng tộc." Routledge International Encyclopedia of Women: Global Women's Issues and Knowledge (2000) nhận thấy Jackson, cùng nhiều phụ nữ Mỹ Phi đang chú ý khác, đã có bước đột phá về tài chính trong âm nhạc đại chúng và đạt tới "cấp độ siêu sao". Bà cùng nhiều người đương thời "mở ra con đường sáng tạo, trí tuệ và kinh doanh hiệu quả trong thiết lập và duy trì công ty, tiềm lực thơ ca, quảng cáo và sở hữu." Sự hiểu biết về kinh doanh của bà được so sánh với Madonna, gia tăng cấp độ tự trị và cho phép "mở rộng sức sáng tạo, tiếp cận các nguồn tài chính và phân phối thị trường hàng loạt." Là một hình mẫu về sự tái sáng tạo, tác giả Jessie Carney Smith viết "Janet tiếp tục thử thách giới hạn sức mạnh chuyển hóa bản thân", mang về nhiều giải thưởng điện ảnh, âm nhạc và lưu diễn trong sự nghiệp.

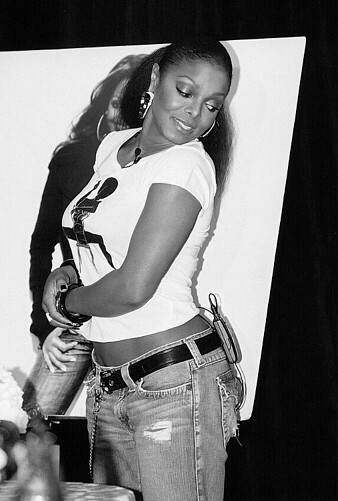
Jackson tại một sự kiện năm 2006

Nhà âm nhạc học Richard J. Ripani nhận dạng Jackson như người dẫn đầu trong phong trào phát triển dòng nhạc R&B đương đại, hòa quyện độc đáo giữa các thể loại và hiệu ứng âm thanh, mở ra chất giọng rap trong âm nhạc R&B chủ đạo. Ông còn cho rằng bài hát trứ danh "Nasty" của bà còn gây ảnh hưởng tới thể loại new jack swing, do Teddy Riley phát triển. Leon McDermott của Sunday Herald viết: "Các album bán triệu bản của bà trong những năm 1980 giúp hồi sinh R&B đương đại thông qua lối xử lý chắc chắn của Jimmy Jam và Terry Lewis; nhịp điệu groove len lỏi trong Control năm 1986 và Rhythm Nation 1814 năm 1989 là nền tảng chính cho nhiều nhà sản xuất và ca sĩ ngày nay noi theo." Trong Bring the Noise: 20 Years of Writing About Hip Rock and Hip Hop (2011), Simon Reynolds mô tả sự hợp tác của Jackson và những nhà sản xuất thu âm như sự tái sáng tạo của thể loại dance-pop. Den Berry, chủ tịch và giám đốc điều hành hãng Virgin Records khẳng định: "Janet là hiện thân chính xác nhất của một siêu sao toàn cầu. Sức sáng tạo nghệ thuật và cá nhân của cô vượt qua giới hạn địa lý, văn hóa và thế hệ."
Âm nhạc và vũ đạo của Jackson là niềm cảm hứng tới nhiều nghệ sĩ khác. Nhà điều hành Lee Trink từ hãng Virgin Records chia sẻ: "Janet là một biểu tượng lịch sử trong văn hóa chúng ta. Cô là một trong những nghệ sĩ tài năng mà mọi người noi theo, tái hiện lại và đặt lòng tin tưởng ... chẳng mấy siêu sao như thế lại có thể vượt qua thử thách của thời gian." Sarah Rodman của Boston Herald gọi Britney Spears, Aaliyah và Destiny's Child thừa nhận những "nhịp điệu groove và vũ điệu tuyệt vời" của Jackson. Nhà phê bình âm nhạc Gene Stout bình luận rằng bà "ảnh hưởng tới một lượng lớn thế hệ trình diễn sau này, từ Jennifer Lopez ... đến Britney Spears, những người thường bắt chước động tác của Jackson." 'N Sync và Usher nhắc tới bà như là người truyền đạt kỹ năng diễn xuất lên sân khấu trực tiếp. Beyoncé Knowles, Toni Braxton, Aaliyah, Britney Spears, Christina Aguilera, Crystal Kay, Kelly Rowland, Rihanna và ca sĩ người Brazil Kelly Key đều gọi bà.
là nguồn cảm hứng lớn nhất, trong khi Rozonda "Chilli" Thomas của nhóm TLC, Cassie, Nicki Minaj, Keri Hilson, và DJ Havana Brown, cũng lên tiếng về sự ảnh hưởng của cô. Elysa Gardner của USA Today gọi "vũ đạo nhạy bén, náo nhiệt, nữ tính nhưng cũng mang tính dữ dội của chủ nghĩa nữ giới hiện đại, là dấu ấn từ lâu trong phong cách trình diễn của cô" đã ảnh hưởng tới nhiều lớp ca sĩ ngày nay. Adrienne Trier-Bieniek khẳng định "nhiều học giả tìm thấy nguồn gốc của chủ nghĩa nữ giới da màu trong văn hóa đại chúng ở Janet Jackson", để lại dấu ấn tới nhiều ngôi sao nhạc pop khác. Những người tiếp nối cô thường được nhắc tới bằng cụm từ "Janet-come-lately's." Những nghệ sĩ khác thường được so sánh với cô bao gồm Mýa, Brandy, Tatyana Ali, Christina Milian, Lady Gaga, Namie Amuro và BoA. Nhà xã hội học Shayne Lee bình luận "khi Janet bước tới điểm xế chiều của triều đại Nữ hoàng nhạc Pop gợi cảm, Beyoncé Knowles nổi lên như người kế nhiệm." Joan Morgan của tạp chí Essence có viết: " Control, Rhythm Nation 1814 và janet. cho thấy nữ ca sĩ kiêm vũ công thiết lập lại tiêu chuẩn văn hóa đại chúng mà ta thấy hiện nay."

## Thành tựu
Với hơn 100 triệu đĩa nhạc được tiêu thụ, Jackson là một trong những nghệ sĩ bán đĩa chạy nhất lịch sử âm nhạc đương đại. Tạp chí Billboard bình chọn Jackson là nghệ sĩ thành công thứ 9 trong lịch sử Rock n Roll và nữ nghệ sĩ thành công thứ hai trong lịch sử nhạc pop. Bà xếp thứ 77 trong danh sách "100 người phụ nữ vĩ đại nhất dòng nhạc Rock and Roll", vị trí thứ 134 trong "200 biểu tượng văn hóa pop vĩ đại nhất", vị trí thứ 7 trong "100 người phụ nữ vĩ đại nhất trong âm nhạc" và vị trí Á quân trong "50 người phụ nữ vĩ đại nhất kỷ nguyên video" do VH1 bình chọn.
Bà là nữ nghệ sĩ duy nhất trong lịch sử Billboard Hot 100 sở hữu 18 đĩa đơn top 10 liên tiếp, từ "Miss You Much" (1989) đến "I Get Lonely" (1998). Tạp chí này xếp cô ở vị trí thứ 7 trong danh sách "Billboard Hot 100 All-Time Top Artists", giúp bà là nữ nghệ sĩ đơn ca thành công thứ ba lịch sử bảng xếp hạng đĩa đơn Hoa Kỳ, đứng sau Madonna và Mariah Carey. Bà đứng hàng thứ 5 trong danh sách "Top 50 R&B / Hip-Hop Artists of the Past 25 Years" do tạp chí này tổng hợp vào tháng 11 năm 2010; dựa vào 15 đĩa đơn quán quân trong 25 năm, 27 đĩa đơn top 10 từ năm 1985 tới 2001 và 33 bài hát top 40 từ năm 1985 tới 2004. Giành chiến thắng 33 giải thưởng Âm nhạc Billboard, Bà nằm trong số những nghệ sĩ hiếm hoi như Madonna, Aerosmith, Garth Brooks và Eric Clapton, được tạp chí này ghi công "định hình nên phạm vi âm nhạc đại chúng." Tháng 10 năm 2015, Jackson nhận đề cử bổ nhiệm vào Đại sảnh Danh vọng Rock and Roll.

## Danh sách đĩa nhạc
- Janet Jackson (1982)
- Dream Street (1984)
- Control (1986)
- Janet Jackson's Rhythm Nation 1814 (1989)
- janet. (1993)
- The Velvet Rope (1997)
- All for You (2001)
- Damita Jo (2004)
- 20 Y.O. (2006)
- Discipline (2008)
- Unbreakable (2015)

## Sự nghiệp điện ảnh
- Good Times (1977–79)
- Diff'rent Strokes (1980–84)
- Fame (1984–85)
- Poetic Justice (1993)
- Nutty Professor II: The Klumps (2000)
- Why Did I Get Married? (2007)
- Why Did I Get Married Too? (2010)
- For Colored Girls (2010)

## Lưu diễn
- Rhythm Nation World Tour (1990)
- Janet World Tour (1993–95)
- The Velvet Rope Tour (1998–99)
- All for You Tour (2001–02)
- Rock Witchu Tour (2008)
- Number Ones, Up Close and Personal World Tour (2011)
- Unbreakable World Tour (2015–16)

## Sách
- True You (2011)